# Municipio 12 Burlington
Township 12, Burlington es municipio del condado de Alamance, Carolina del Norte, Estados Unidos. Según el censo de 2020, tiene una población de 39 971 habitantes.
Es una subdivisión exclusivamente geográfica, por cuanto el condado de Alamance no utiliza la herramienta de los townships como municipios.

## Geografía
El municipio está ubicado en las coordenadas 36°05′11″N 79°26′54″O / 36.08639, -79.44833 (36.08634, -79.448241).